# Naturschutzgebiet Alter Rhein, Jenneckes Gatt, Niepgraben
Koordinaten: 51° 33′ 24″ N, 6° 35′ 32″ O

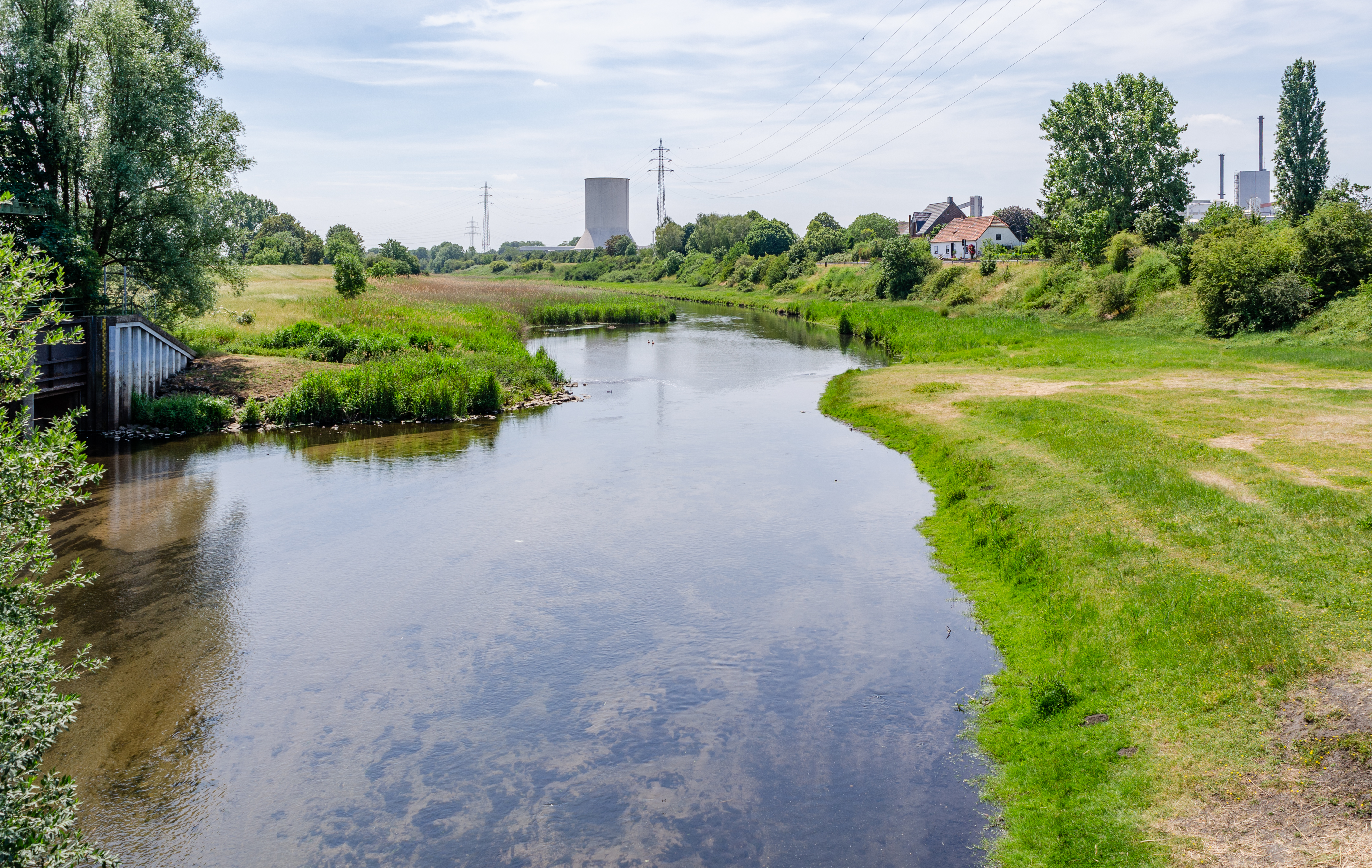
Naturschutzgebiet Alter Rhein, Jenneckes Gatt, Niepgraben (Juni 2020)

Das Naturschutzgebiet  Alter Rhein, Jenneckes Gatt, Niepgraben liegt auf dem Gebiet der Stadt Rheinberg im Kreis Wesel in Nordrhein-Westfalen.
Das aus zwei Teilflächen bestehende Gebiet erstreckt sich östlich, nordöstlich und nördlich der Kernstadt Rheinberg. Durch den nördlichen Teil des Gebietes fließt der Moersbach, östlich fließt der Rhein, westlich verläuft die A 57.

## Bedeutung
Für Rheinberg ist seit 1986 ein rund 63,0 ha großes Gebiet unter der Kenn-Nummer WES-017 als Naturschutzgebiet ausgewiesen. Schutzziel ist die Erhaltung von Rheinaltarmen und Grünlandflächen als Gänserastplatz.